# MD&A
Alex de Ras (Gouda, 7 juli 1974) is een Nederlandse hardcoreproducer, -dj en live-act. Zijn artiestennaam is MD&A. Hij speelt beats en melodieën live op een Native Instruments Maschine drummachine. Hierbij gebruikt hij de 'finger-drumming' techniek. Het is binnen het muziekgenre hardcore zeer ongebruikelijk om muziek volledig live te spelen en er zijn dan ook geen andere artiesten bekend die deze techniek toepassen.

## Biografie
MD&A werd in 1996 opgericht door, en is een afkorting van, Marco Rondberg, Danny Rondberg en Alex de Ras. In de jaren negentig scoorde de groep enkele hits, waarvan 'Braindead' (1997) de grootste was. De bijbehorende videoclip werd door televisiezender TMF geregeld op nationale televisie vertoond. Rond de eeuwwisseling viel de groep uit elkaar.
In 2012 besluit Alex de Ras opnieuw te gaan optreden onder de naam MD&A. Geïnspireerd door de finger-drumming artiest AraabMUZIK speelt hij zijn muziek volledig live, iets dat voor 2012 nog niet werd gedaan binnen de hardcorescene. Dit unieke karakter maakt de live act populair onder het publiek. MD&A treedt regelmatig op op grote Nederlandse festivals en evenementen waaronder Thunderdome, Defqon.1, Decibel en Q-Base. Ook in landen als Italie, Spanje, Oostenrijk, Zwitserland en Duitsland treedt hij regelmatig op. Daarnaast brengt MD&A muziek uit op verschillende platenlabels.
In 2016 noemt het invloedrijke DJ Mag MD&A in een top 10 van live acts, naast acts als The Prodigy, Jeff Mills, Moderat en Noize Suppressor. Ook publiceert DJ Mag een aantal andere interviews met en artikelen over MD&A, zowel op papier als online.

## Discografie
- The Cracken (1996)
- Bassed Up Groove (1996)
- Braindead (1997)
- Drifting Away (1997)
- Race of the Gabberheads (1997)
- Bomb the Bass (2014)
- Kick It Down (2014)
- Victims of Voodoo (2015)
- Braindead (2016 Remixes) (2016)
- Blow (2018)
- Face of Silver (2018)
- Play Along (2019)
- As far as you can (2019)
- Hardcore will never die (2019)